# Cohors I Sunicorum
La Cohors I Sunicorum fue una unidad de infantería auxiliar del ejército romano imperial, del tipo Cohors quinquagenaria peditata con una historia de unos dos siglos.

## Historia
La unidad fue reclutada de entre los Sunici, uno de los pueblos belgas que fueron incluidos dentro de la provincia romana de la Gallia Belgica y que habitaban a orillas del Mosela, posiblemente por Petilio Cerial en 69, ya que este general, durante la guerra contra los Batavi, derrotó a los miembros de este pueblo, que se habían sublevado contra el dominio romano por instigación de Julio Civilis, quien había reclutado a la fuerza a los jóvenes de este pueblo en varias cohortes, y encuadró a los supervivientes de esas cohortes en una unidad auxiliar, en parte como castigo por haberse dejado alistar por los rebeldes, en parte como premio por haberse rendido nuevamente al poder de Roma.
La unidad debió acompañar a Petilio Cerial a la provincia romana de Britannia, donde debió ser asignada a la Legio XX Valeria Victrix, participando en la campaña contra los Brigantes.
En 77-78, la unidad participó a las órdenes de Cneo Julio Agrícola en las operaciones contra los ordovicos y fue asentada en un nuevo castellum en la ciudad de Segontium (Caernarfon, Gwynedd, País de Gales, Gran Bretaña), donde continuaba activa a principios del siglo III.
Según diferentes diplomas, la unidad pertenecía al ejército romano de Britannia en los siguientes años:
- 122,[5]

- 124, que indica que en este año era mandada por el Praefectus cohortis Marco Junio Claudiano y que uno de los soldados licenciados tenía por cognomen el de Sunucus, que corresponde con el de su tribu, y que era hijo de Albanius.[6]

- 127.[7]

- 132.[8]

Por ello, debió participar en las operaciones emprendidas por el emperador Adriano para asegurar la frontera norte de la provincia Britannia con la construcción del Muro de Antonino, participando en las operaciones de represión de la rebelión de los brigantes que ocurrió entre 140 y 142 bajo Antonino Pío, que culminaron con el desplazamiento hacia el norte de la frontera provincial y la construcción del Muro de Antonino.
En algún momento del siglo II, prestó servicio en la unidad el soldado Julio Aventino.
En 193, como el resto de las unidades romanas de Britannia, apoyó las pretensiones imperiales de Clodio Albino, aunque no pasó a la Gallia. Derrotado Albino en 196 en la batalla de Lugdunum, juró lealtad a Septimio Severo, emperador con el que debió combatir en el norte de la provincia entre 202 y 210, a las órdenes de Severo y de Caracalla, ayudando a la reconstrucción del acueducto de Segontium en esa época.
Debió ser destruida en algún momento del siglo III.